# 326. strelska divizija (ZSSR)
326. strelska divizija (izvirno rusko 326. стрелковая дивизия; kratica 326. SD) je bila strelska divizija Rdeče armade v času druge svetovne vojne.

## Zgodovina
Divizija je bila ustanovljena avgusta 1941 v Saransku.